# Moulton (Iowa)
Moulton ist eine Kleinstadt (mit dem Status „City“) im Appanoose County im US-amerikanischen Bundesstaat Iowa.
Das U.S. Census Bureau hat bei der Volkszählung 2020 eine Einwohnerzahl von 607 ermittelt.

## Geographie
Moulton liegt im Süden Iowas, rund 12 Kilometer nördlich der Grenze zu Missouri und rund 120 Kilometer westlich des Mississippi, der die Grenze zu Illinois bildet.
Das Stadtgebiet erstreckt sich über eine Fläche von 2,62 Quadratkilometer und liegt zum größeren Teil in der Washington Township und zum kleineren Teil in der Wells Township.
Nachbarorte von Moulton sind Unionville (16 Kilometer nördlich), Drakesville (27 Kilometer nordöstlich), Bloomfield (28 Kilometer nordöstlich), Glenwood in Missouri (24 Kilometer südsüdöstlich), Lancaster in Missouri (28 Kilometer in der gleichen Richtung).
Die nächstgelegenen Großstädte sind Iowas Hauptstadt Des Moines (153 Kilometer nordwestlich), Cedar Rapids (237 Kilometer nordöstlich), die Quad Cities in Iowa und Illinois (272 Kilometer ostnordöstlich), St. Louis in Missouri (393 Kilometer südöstlich), Missouris größte Stadt Kansas City (305 Kilometer südwestlich) und Nebraskas größte Stadt Omaha (341 Kilometer westnordwestlich).

## Bevölkerung
Nach der Volkszählung im Jahr 2010 lebten in Moulton 605 Menschen in 264 Haushalten. Die Bevölkerungsdichte betrug 230,9 Einwohner pro Quadratkilometer. In den 264 Haushalten lebten statistisch je 2,29 Personen.
Ethnisch betrachtet setzte sich die Bevölkerung zusammen aus 98,3 Prozent Weißen, 0,3 Prozent amerikanischen Ureinwohnern, sowie 0,5 Prozent aus anderen ethnischen Gruppen; 0,8 Prozent stammten von zwei oder mehr Ethnien ab. Unabhängig von der ethnischen Zugehörigkeit waren 0,8 Prozent der Bevölkerung spanischer oder lateinamerikanischer Abstammung.
26,1 Prozent der Bevölkerung waren unter 18 Jahre alt, 51,9 Prozent waren zwischen 18 und 64 und 22,0 Prozent waren 65 Jahre oder älter. 52,1 Prozent der Bevölkerung waren weiblich.
Das mittlere jährliche Einkommen eines Haushalts lag bei 26.679 USD. Das Pro-Kopf-Einkommen betrug 15.525 USD. 21,9 Prozent der Einwohner lebten unterhalb der Armutsgrenze.

## Verkehr
Der Iowa Highway 202 führt in Nord-Süd-Richtung durch das Zentrum von Moulton. Alle weiteren Straßen sind untergeordnete Landstraßen, teils unbefestigte Fahrwege sowie innerörtliche Verbindungsstraßen.
Mit dem Centerville Municipal Airport befindet sich 22 Kilometer westlich ein kleiner Flugplatz. Der nächste Verkehrsflughafen ist der 150 Kilometer nordwestlich gelegene Des Moines International Airport.

## Bekannte Bewohner
- Don C. Edwards (1861–1938) – republikanischer Abgeordneter des US-Repräsentantenhauses (1905–1911) – geboren in Moulton